# Constantine Kromiadi

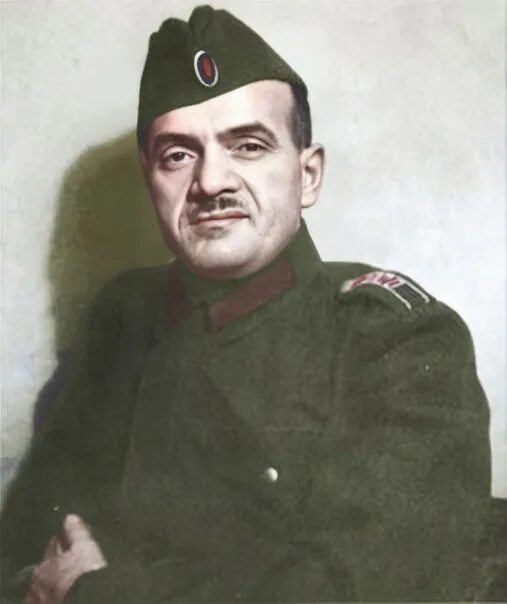
Constantine Kromiadi

Constantine Gregorievich Kromiadi (ruso: Константин Григориевич Кромиади, griego: Κωνσταντίνος Γκριγκόριεβιτς Κρομιάδης; 1893-1990) fue un oficial militar griego del Cáucaso y anticomunista que sirvió en el Ejército Imperial Ruso, el Ejército Blanco, luego dirigió el Ejército Popular Nacional Ruso y finalmente comandó el cuartel general del Ejército Ruso de Liberación colaborador con los nazis. En sus últimos años fue empleado de Radio Liberty, donde Kromiadi también trabajó con la CIA.

## Primeros años
Nacido en Óblast de Kars, Rusia, en 1893. Kromiadi entró en servicio en el Ejército Imperial Ruso como voluntario y luchó durante la Primera Guerra Mundial en Persia y también en el Frente del Cáucaso, donde muchos armenios, griegos del Cáucaso, georgianos y rusos lucharon contra los fuerzas del Imperio Otomano. Durante la Guerra Civil Rusa, Kromiadi se unió al movimiento Blanco, alcanzando el rango de coronel. Después de la guerra emigró a Múnich donde trabajó como automovilista.

## En el ejército del Eje
Durante la Segunda Guerra Mundial, Kromiadi fue un oficial nazi y pionero del Movimiento de Liberación Ruso. En 1942, encabezó el Ejército Popular Nacional Ruso, una unidad armada de rusos, bajo el seudónimo de Sanin, junto con el ingeniero Sonderführer Sergei Ivanov del Partido Fascista Ruso. Fue relevado por los alemanes junto con otros emigrados rusos, en ese momento intentó sin éxito tomar el mando de otra unidad rusa, la Brigada Druzhina. La disolución del grupo estuvo fuertemente influenciada por la visión de los eslavos como "Untermenschen" (subhumanos) por parte de los alemanes.
Kromiadi se hizo cercano al general soviético capturado Andréi Vlásov, convirtiéndose así en el primer aliado emigrado blanco de Vlasov. En 1943, Vlásov le dio a Kromiadi el mando de su cuartel general. Kromiadi hizo varios intentos de atraer emigrados blancos al general Vlásov, y finalmente tuvo éxito en el momento del Manifiesto de Praga, habiendo asegurado el apoyo de dos ramas de la Iglesia Ortodoxa Rusa.
El punto de vista de Kromiadi era que el Ejército Ruso de Liberación era parte de una guerra de liberación cristiana de 30 años contra el comunismo.

## Radio Free Europe
En 1980, escribió un libro sobre su experiencia en el Movimiento de Liberación Ruso llamado Por la tierra, por la libertad..., que fue publicado en San Francisco. Murió en 1990 en Múnich, Alemania Occidental.